# 哈西加拉
30°33′8″N 2°54′54″E / 30.55222°N 2.91500°E

哈西加拉（阿拉伯语：‎），是阿爾及利亞的城鎮，位於該國中部蓋爾達耶省，由邁尼耶區負責管轄，面積22,000平方公里，海拔高度380米，2008年人口17,801人，人口密度每平方公里0.8人。